# Honau
Honau é uma comuna da Suíça, no Cantão Lucerna, com cerca de 342 habitantes. Estende-se por uma área de 1,25 km², de densidade populacional de 274 hab/km². Confina com as seguintes comunas: Dietwil (AG), Gisikon, Inwil, Risch (ZG), Root.
A língua oficial nesta comuna é o Alemão.